# Herman Walenkamp

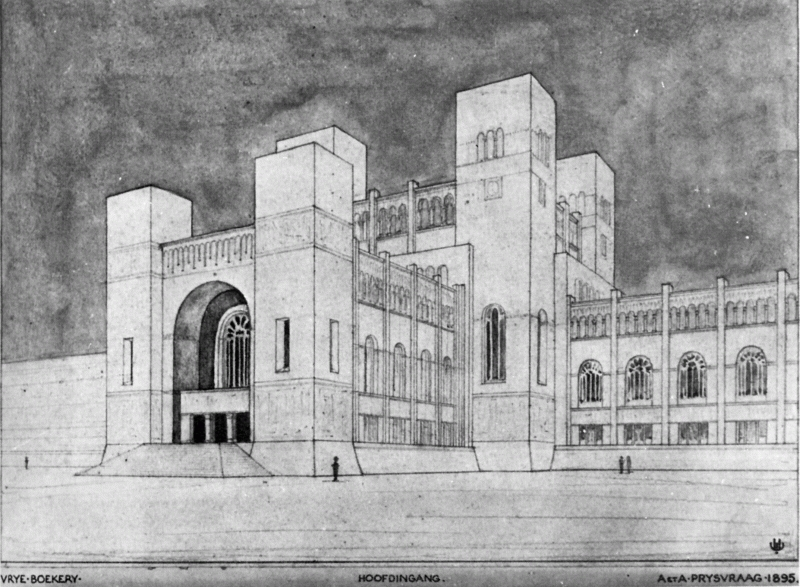
Ontwerp voor het Algemeen Bibliotheekgebouw van Walenkamp 1895-1896

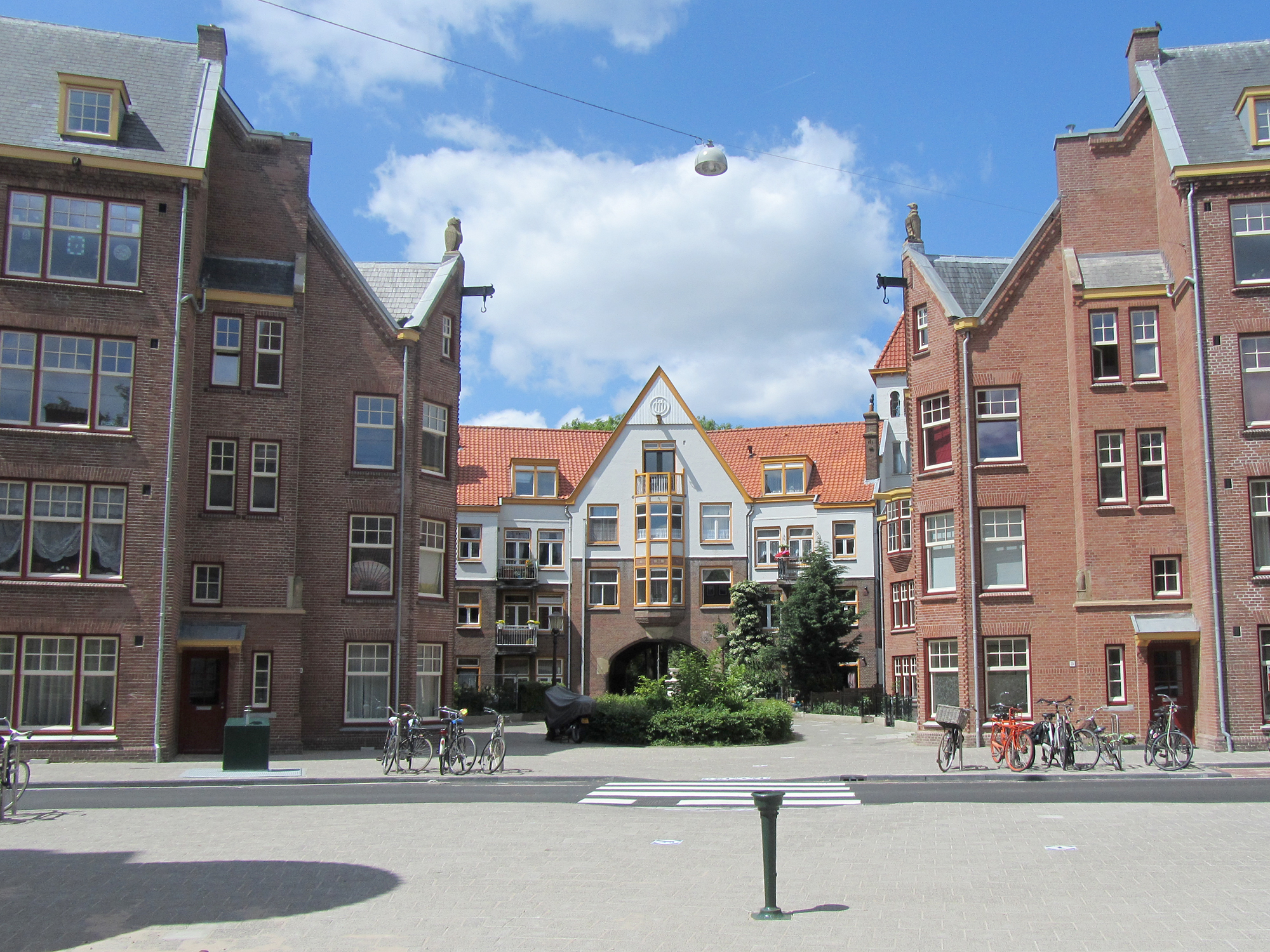
Zaanhof

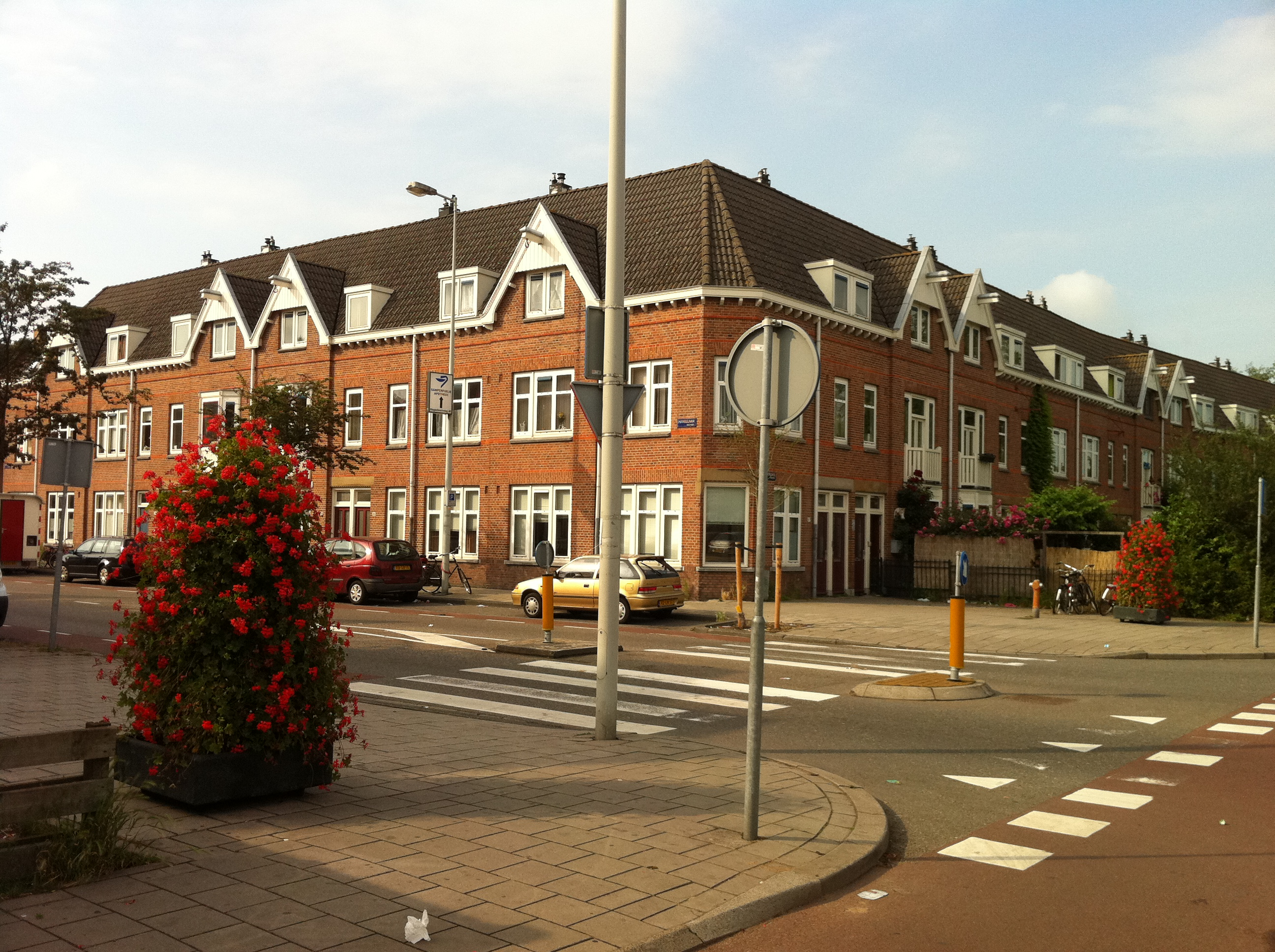
Arbeiderswoningen Hoek Meeuwenlaan-Havikslaan

Hermanus Johannes Maria Walenkamp (Weesp, 12 december 1871 - Zandvoort, 24 september 1933) was een Nederlands architect en grafisch ontwerper.

## Leven en werk
Herman Walenkamp kreeg zijn opleiding aan de Kunstnijverheidsschool Quellinus in Amsterdam. Deze school was opgericht op initiatief van Pierre Cuypers. Walenkamp ging vervolgens werken als tekenaar op het bureau van Cuypers, waar hij in contact kwam met Karel de Bazel en Jan Lauweriks. Tussen 1897 en 1902 gaf hij met hen cursussen in de door hen opgerichte theosofische Vahânaloge in Amsterdam (1896-1931) in tekenen, kunstgeschiedenis en esthetica. Hierbij legden zij verbanden tussen een wiskundige architectonische orde, de natuur en de kosmos.

Walenkamp was later ook werkzaam op de bureaus van Abraham Salm en Hendrik Petrus Berlage. Door alle jaren heen zit Herman in allerlei jury’s en commissies en schrijft hij vele artikelen, met name voor ‘Architectura’. Van dit blad, orgaan van het genootschap ‘Architectura et Amicitia’ is hij tot 1908 redacteur. Hij is ook voorzitter van dit genootschap in 1913/1914.
Walenkamp nam vaak deel aan prijsvragen en kreeg mede hierdoor bekendheid als maker van fraaie, vaak in kleur uitgevoerde presentatietekeningen. Ook tekende hij veel grafische ontwerpen, zowel voor prijsvragen als in opdracht.

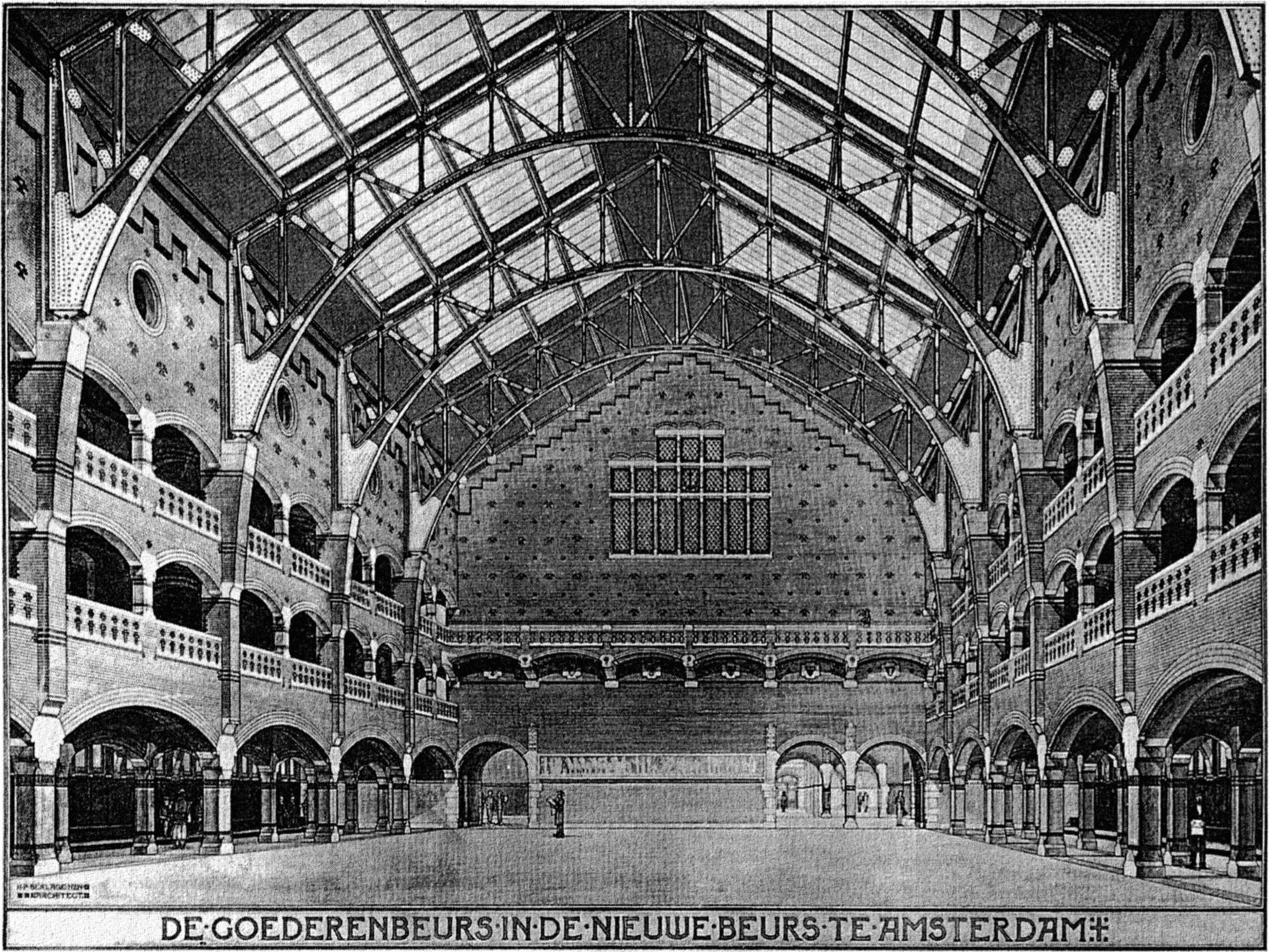
Beurs van Berlage, 1898

Als vernieuwer in de Nederlandse architectuur heeft Walenkamp vooral betekenis gehad door zijn invloed op Berlage. In zijn eerste ontwerp uit 1895 voor het Algemeen Bibliotheekgebouw combineerde hij de negentiende-eeuwse 'rondbogenstijl' met Babylonische en Egyptische elementen. De strakke geometrische baksteenvlakken waren voor die tijd opvallend modern. Het ontwerp was door deze stilistische vernieuwing ongetwijfeld van grote invloed op de architectuur van de Koopmansbeurs van Berlage in Amsterdam. Deze heeft  Walenkamp i.s.m. Berlage ontworpen. 
Walenkamp heeft ook meubilair ontworpen. Zo is het ontwerp van het meubilair voor de koninklijke wachtkamer van het treinstation in Apeldoorn van zijn hand. Deze meubelstukken zijn ontworpen in de stijl van de nieuwe kunst en vertonen kenmerken van de theosofie. Eveneens heeft hij ten behoeve van de Wereldtentoonstelling van 1910 in Brussel een complete inrichting van een eetkamer ontworpen. Deze eetkamer is uitgevoerd in mahoniehout en gemaakt door de Amsterdamse meubelfirma 't Modelhuis N. Le Grand (een buffet hiervan staat in het Drents museum te Assen. Een foto van dit buffet staat op pagina 90 van de in voetnoot 1 genoemde publicatie). Dit meubilair vertoont een opmerkelijke gelijkenis met de meubelen voor de Apeldoornse wachtkamer. Walenkamp speelde ook een leidende rol in de commissie die de Nederlandse inzending naar Brussel verzorgde.
Het oeuvre van Walenkamp heeft dan ook een  bescheiden omvang. Zijn bekendste werk is wel de Zaanhof in de Amsterdamse Spaarndammerbuurt uit 1916. De woningblokken omsloten hierbij een binnenterrein met plantsoenen en grasvelden. De ruime opzet met een groen binnenterrein was qua opzet modern ten opzichte van de traditionele sociale woningbouw met langgerekte blokken en diepe woningen. In 1919 ontwierp hij een iets soberder uitgevoerd bouwplan voor de Maatschappij tot Huizenbouw benoorden het IJ NV aan de Meeuwenlaan in Amsterdam-Noord, dat enige gelijkenis vertoont met het Zaanhof. Herman is ook verantwoordelijk voor de verbouwing van meerdere woonhuizen waaronder de burgemeesterswoning aan de Herengracht 502 in Amsterdam.